# تود براون
تود براون (بالإنجليزية: Tod Brown)‏ هو كاهن كاثوليكي أمريكي، ولد في 15 نوفمبر 1936 في سان فرانسيسكو في الولايات المتحدة.